# Forum Wespazjana

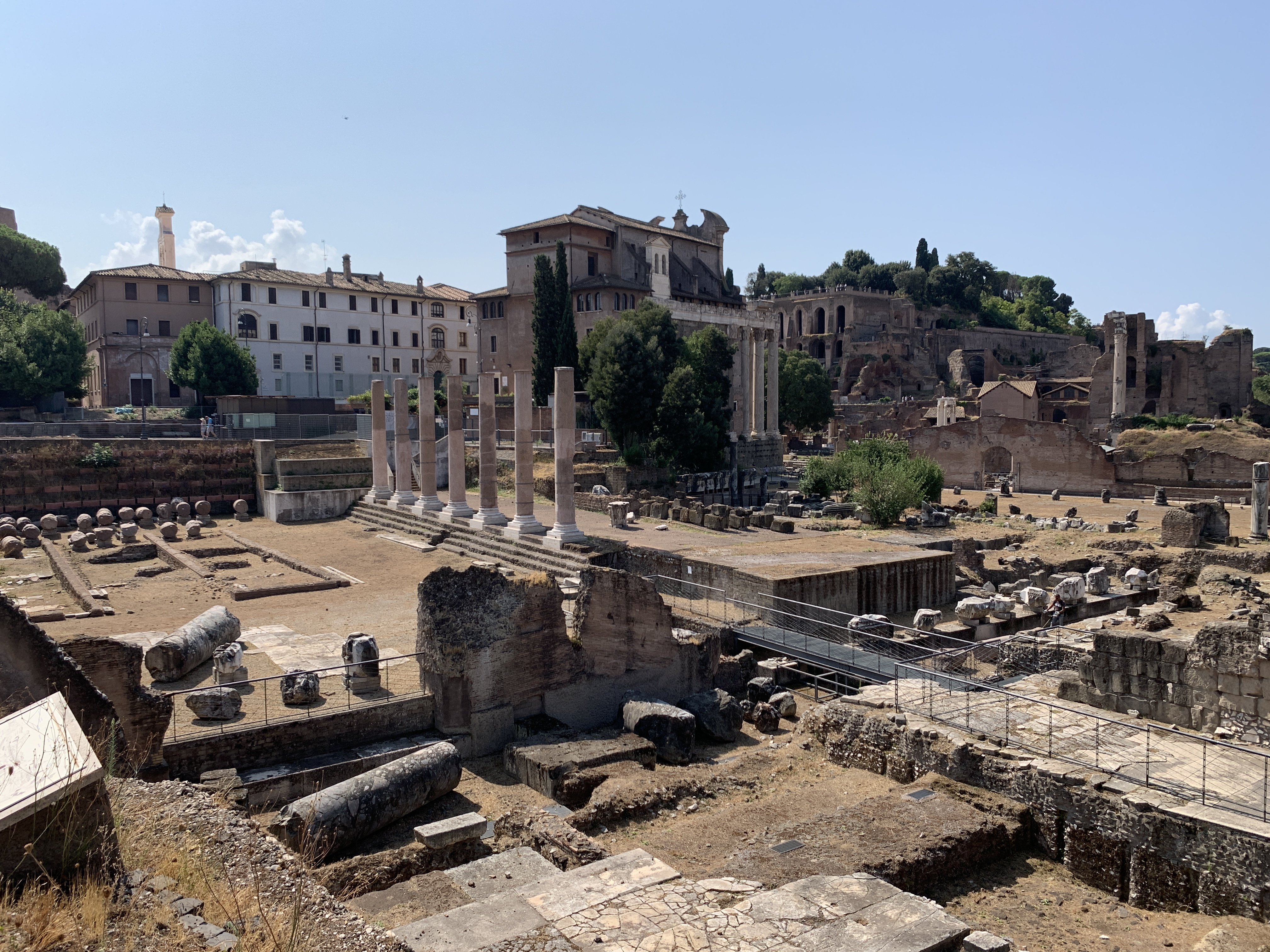
Pozostałości świątyni Pokoju (2021)

Forum Wespazjana – zostało wzniesione przez cesarza Wespazjana w okresie od 71  do 75 r. Dla uczczenia zwycięstwa nad powstaniem żydowskim z lat 66 – 73  postawiono świątynię Pokoju (Templum Pacis), stąd spotkać można także nazwę Forum Pacis. Plac o wymiarach 125 x 115 m przylega do Forum Nerwy. Początkowo zabudowania placu nazywano kręgiem świątynnym (templum), nazwa forum stała się popularna dopiero w IV wieku. Przed świątynią stał ołtarz, a na placu najprawdopodobniej znajdowały się pawilony (ich ślady zostały znalezione podczas prac wykopaliskowych), w których eksponowano dzieła sztuki przywiezione do Rzymu ze świątyni w Jerozolimie. Przy samej świątyni Pokoju usytuowane były dwie aule, które pełniły rolę bibliotek. Na północno-wschodniej ścianie wyryto plan miasta.

W IV wieku, na terenie biblioteki postawiono świątynię Romulusa. W VI wieku w tym samym miejscu powstał kościół św. Kosmy i Damiana.
Zobacz też: architektura starożytnego Rzymu